# Hoquei sobre gel als Jocs Olímpics d'hivern de 2002
Als Jocs Olímpics d'Hivern de 2002 celebrats a la ciutat de Salt Lake City (Estats Units) es disputaren dues proves d'hoquei sobre gel, una en categoria masculina i una altra en categoria femenina.
La competició tingué lloc entre els dies 9 i 24 de febrer de 2002 a les instal·lacions Peaks Ice Arena i l'E Center. Hi participaren un total de 468 jugadors, entre ells 312 homes i 156 dones, de 16 comitès nacionals diferents.

## Resum de medalles

### Categoria masculina
| Prova                   | Or | Argent | Bronze |
| Prova masculina detalls | Canadà Mario Lemieux · Paul Kariya · Ed Jovanovski · Curtis Joseph · Jarome Iginla · Simon Gagné · Chris Pronger · Mike Peca · Owen Nolan · Joe Nieuwendyk · Scott Niedermayer · Adam Foote · Theo Fleury · Martin Brodeur · Eric Brewer · Rob Blake · Ed Belfour · Steve Yzerman · Ryan Smyth · Brendan Shanahan · Joe Sakic · Al MacInnis · Eric Lindros | Estats Units Bill Guerin · Mike Dunham · Chris Drury · Aaron Miller · Adam Deadmarsh · Mike Richter · Tom Poti · Scott Young · Doug Weight · Keith Tkachuk · Chris Chelios · Tony Amonte · Phil Housley · Mike York · Brian Rolston · Tom Barrasso · Gary Suter · Jeremy Roenick · Brian Rafalski · Mike Modano · Brian Leetch · John LeClair · Brett Hull | Rússia Yegor Podomatsky · Daniil Markov · Alexei Kovalev · Vladimir Malakhov · Alexey Zhamnov · Sergei Gonchar · Darius Kasparaitis · Pavel Datsyuk · Igor Kravchuk · Oleg Tverdovsky · Pavel Bure · Igor Larionov · Sergei Fedorov · Alexei Yashin · Nikolai Khabibulin · Boris Mironov · Sergei Samsonov · Valeri Bure · Maksim Afinoguénov · Ilya Bryzgalov · Ilya Kovalchuk · Andrei Nikolishin · Oleg Kvasha |

### Categoria femenina
| Prova                  | Or | Argent | Bronze |
| Prova femenina detalls | Canadà Sami Jo Small · Becky Kellar · Colleen Sostorics · Thérèse Brisson · Cherie Piper · Cheryl Pounder · Lori Dupuis · Caroline Ouellette · Danielle Goyette · Jayna Hefford · Jennifer Botterill · Hayley Wickenheiser · Dana Antal · Kelly Bechard · Tammy Lee Shewchuk · Kim St-Pierre · Vicky Sunohara · Isabelle Chartrand · Cassie Campbell · Geraldine Heaney | Estats Units Sara Decosta · Tara Mounsey · Courtney Kennedy · Angela Ruggiero · Lyndsay Wall · Karyn Bye · Sue Merz · Laurie Baker · Andrea Kilbourne · Allison Mleczko · Jenny Potter · Julie Chu · Shelley Looney · Krissy Wendell · Katie King · Cammi Granato · Natalie Darwitz · Chris Bailey · Tricia Dunn · Sarah Tueting | Suècia Emelie Berggren · Anna Andersson · Maria Rooth · Erika Holst · Anna Vikman · Evelina Samuelsson · Maria Larsson · Kristina Bergstrand · Ann-Louise Edstrand · Josefin Pettersson · Lotta Almblad · Joa Elfsberg · Gunilla Andersson · Nanna Jansson · Therese Sjölander · Ylva Lindberg · Danijela Rundqvist · Ulrica Lindström · Kim Martin · Annica Åhlén |

## Medaller
| Posició | País         | Or | Argent | Bronze | Total |
| 1       | Canadà       | 2  | 0      | 0      | 2     |
| 2       | Estats Units | 0  | 2      | 0      | 2     |
| 3       | Rússia       | 0  | 0      | 1      | 1     |
| 3       | Suècia       | 0  | 0      | 1      | 1     |
|         |              |    |        |        |       |
| Total   | Total        | 2  | 2      | 2      | 6     |